# トヨタ・クイックデリバリー

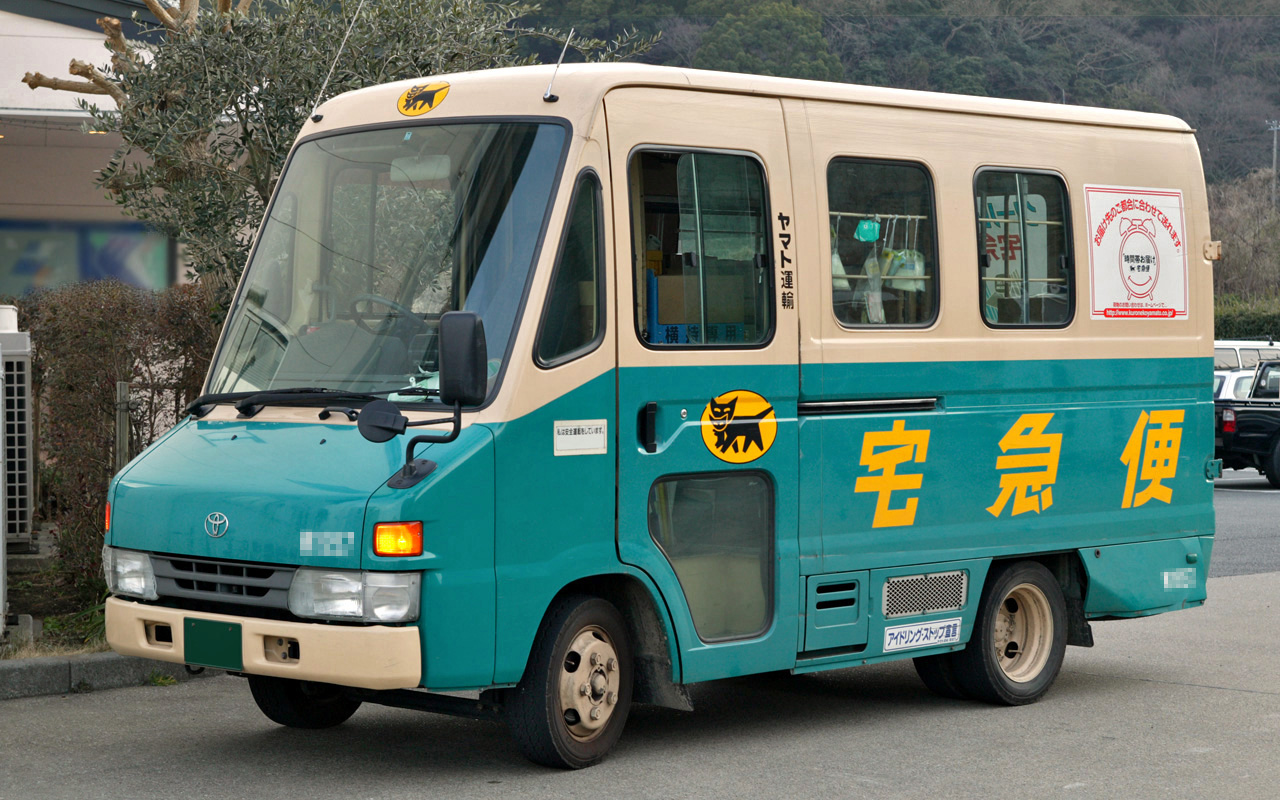
クイックデリバリー200

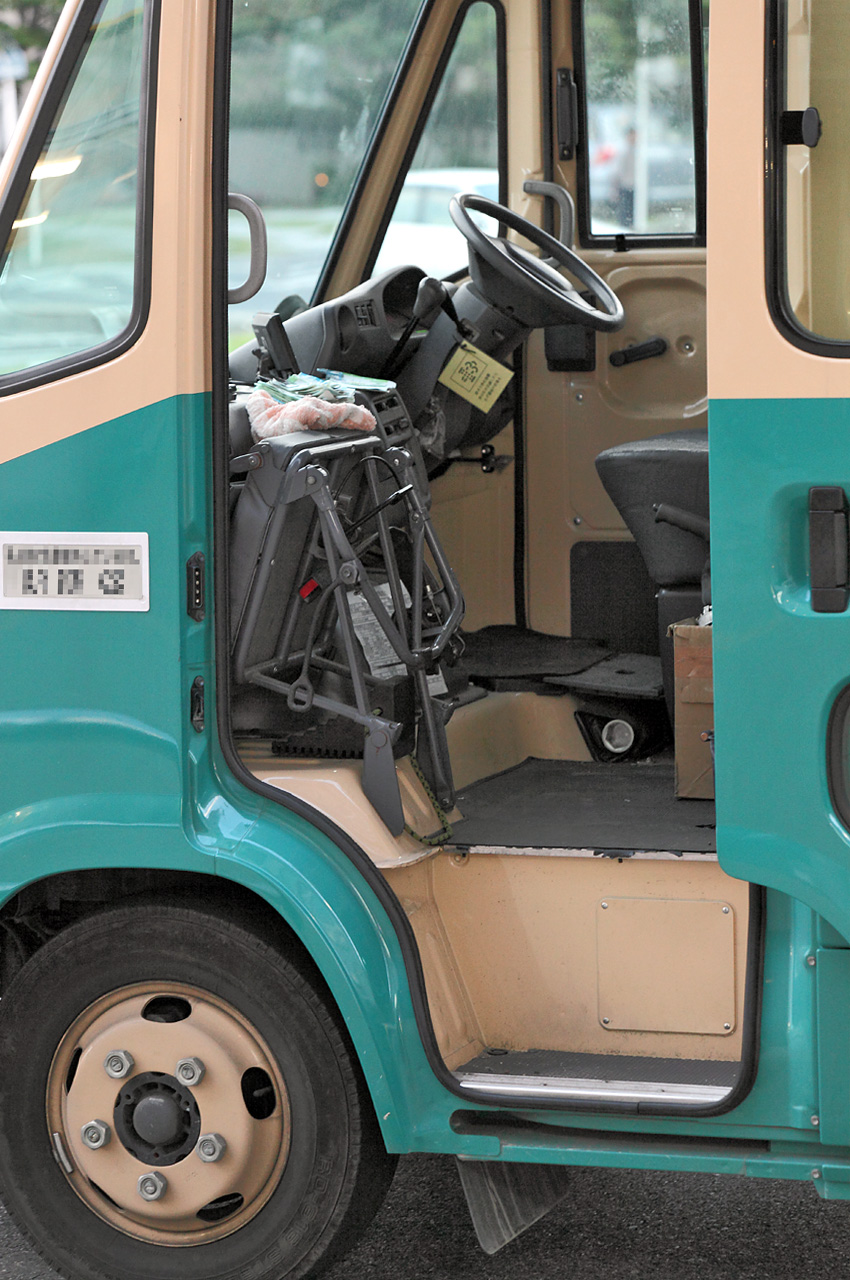
QD200ハイブリッド
シート座面、
フロア、
ステップの関係を示す

クイックデリバリー（Quick Delivery、QD ）は、トヨタ自動車が1982年（2t級は1986年）から2016年まで生産・販売していたウォークスルーバンである。

## 概要

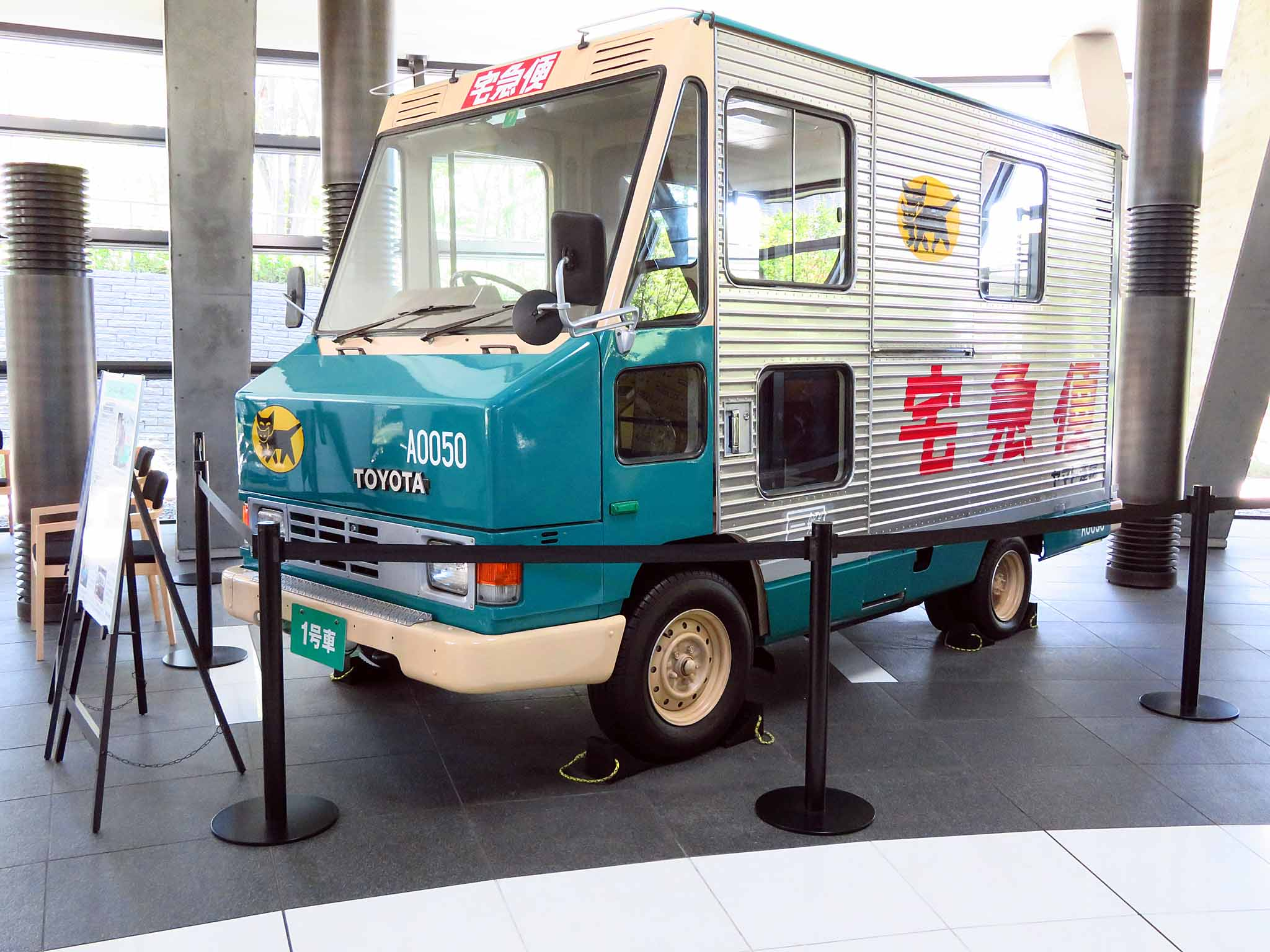
ハイエースをベースにクイックデリバリーのプロトタイプとして試作されたウォークスルーバン

元々は、ヤマト運輸（現・ヤマトホールディングス）の「車内での作業時でも腰をかがめる必要のない天井が高い車がほしい」という依頼を受けて開発された。ウォークスルーバンとは、運転席から左側ドアや荷室へと、車内を容易に移動できるクルマである。その車体構造を生かし、移動販売車や簡易キャンパーなどにも使われ、航空自衛隊でもアーバンサポーターを含む各世代がユーティリティ整備車として採用されている。
上記の現場の要望からヤマト運輸、九州支社内の「車開発プロジェクトチーム」によるベニヤ板を使った試作車を元に三菱自動車工業など複数の会社へ打診をした結果、開発費をヤマト運輸が負担する形でトヨタ自動車が開発を行うことを申し出た。
以上のことからクイックデリバリーはヤマト運輸への供給のみを行い、他社への販売は当初は行われなかった。
その隙間を狙う形で、日産自動車、三菱自動車工業、マツダ、いすゞ自動車からも類似車種が販売されたが、後にトヨタ自動車側が他の運送会社への販売を開始したため、他社製車種の販売は伸び悩んだ。
ダイナ、トヨエース、ハイエーストラックのジャストローシャーシの上に背の高い箱型車体を架装したもので、組み立てはフレーム付き車両を得意とするアラコ（後の吸収分割により現在はトヨタ車体）が担当。当初は「ダイナクイックデリバリー」「トヨエースクイックデリバリー」(積載量2t級)、「ハイエースクイックデリバリー」(積載量1t級)のように、積載量および販売店で車名が分けられていた。後に車名が「200」（2t積）「100」（1t積）にそれぞれ変更されている。ヤマト運輸では両方が使われており、積雪寒冷地では4WD車も導入されている。
2t積・1t積ともに車体はほぼ共通であるが、サスペンションスプリング、ブレーキをはじめ、デフ、ホーシング、プロペラシャフトなどのドライブトレインは2t積の「U系」と1t積の「Y系」では対許容荷重や容量が異なる。
エンジンはダイナ、トヨエース、200がトヨタ・ダイハツ共同開発の、トラック用のヘビーデューティーな「B系」ディーゼルエンジンを、ハイエース、100は乗用・ピックアップトラック用のライトデューティーな「L系」ディーゼルエンジンを積む。2006年（平成18年）10月以降、QD200のエンジンは、ハイブリッドシステムが追加された日野製のN04C-TNへ変更されている。
トランスミッションはどちらにもMTとATがあり、ともにコラムシフトであるが、やはり、2t積と1t積で最大許容トルクが異なっている。
少量生産ゆえ、メーカー希望小売価格は消費税込みで550万円を超える。開発依頼元のヤマト運輸ですら、クイックデリバリー生産終了直前には圧倒的に安上がりなごく普通の2tトラックを導入することが多くなっていた。
ヤマト運輸のために生産が続けられていたが、平成28年式を最後に生産が終了した。生産終了の背景として、クール宅急便のニーズが増加しているのに対しクイックデリバリーでは取り扱いが不利になる（クール宅急便仕様車では一般の荷物をほとんど積めない）ことに加え、ネット通販の普及で宅配便の荷物サイズが大型化したことに対応し、ヤマトが「集配アシスト」として大型トラックと小型バンを併用した配送網を構築したことなどが挙げられている。
生産終了後、ヤマト運輸は冷蔵対応型のダイナ及びその姉妹車の日野・デュトロを主に導入しており、クール宅急便のロゴを全面に出したものと、宅急便のロゴを主に使い、クール宅急便のロゴは冷蔵庫内の部分のみの配置となっているものが混在する。また、ウォークスルーバンとしての後継として、デュトロZ EVが2022年（令和4年）から登場している。
車両総重量が4,700kgあるため準中型自動車（5t限定）に分類されており、2017年（平成29年）3月12日以降に普通自動車免許を取得した場合、運転できない（それ以前に取得している場合は運転可能）。

## 初代（1982年-1985年）
LH24HV-QDLT
- 1982年（昭和57年）9月 ハイエースクイックデリバリー（積載1.25t）登場。A仕様・B仕様の2種が設定され、B仕様は右バックドアのガラス・左フロントドアのロアウィンド・リヤバンパー・サイドスカート・ラジオなどが標準装備となるが、ほとんどの装備はA仕様でもオプション設定となっていた。ヤマト運輸では"S号車"と呼称。
  - 神奈川県川崎市にある聖マリアンナ医科大学病院では、クイックデリバリーの車体を拡大し、2t級のダイナのシャシを流用したドクターカーが配備されていた。
  - ドラマ『ザ・ハングマンV』では放送機材等を搭載した特殊車両として登場した(花屋の配送車に偽装)。
  - 初代はタミヤからプラモデルとして商品化されるが、ヤマト運輸がクロネコのマークを第三者に商業利用させない、かつ自社車両の塗装デザインを販売品には利用させないことからいわゆる宅急便カラーでの製品化は出来ず、パッケージデザインはライバル会社の佐川急便のものとなっていた。2013年（平成25年）7月の再生産分では、パッケージデザインが白車体にタミヤロゴを入れたものに変更された。

- 1982年11月マイナーチェンジ。フロントのトレッドが5ｍｍ拡大、トーイン・キャンバー・キングピン角度の変更、エンジンのVベルトの2本化、フロントバンパーの樹脂コーナピース化などが行われた。価格はA仕様が￥1,990,200、B仕様が\2,213,000。

## 2代目（1985年-2000年）
| 左：クイックデリバリー100 4WD |  | 右：ハイエースクイックデリバリー 4WD |
| 左：クイックデリバリー100 4WD |  | 右：ハイエースクイックデリバリー 4WD |

### 1.25t系（1985年-2000年）
- 1985年（昭和60年）12月 フルモデルチェンジ。スタイルは初代のイメージを残している。
- 1987年（昭和62年）10月 4WD車を追加。
- 1991年（平成3年） マイナーチェンジ。サイドパネルの凸凹が省略され、外観がスマートになった。
- 1995年（平成7年） マイナーチェンジ。搭載エンジンを2.4リッターの「2L型」から2.8リッターの「3L型」に変更し、平成6年排出ガス規制適合。
- 2000年（平成12年） 生産終了。

『ザ!鉄腕!DASH!!』の「DASH 0円食堂」のキッチンカーとして使用されている車両は、この代の1995年にマイナーチェンジしたモデルと推測される。

### 2t系（1985年-1999年）
| クイックデリバリー200 1995年MCモデル冷凍・冷蔵庫装備車  |  | クイックデリバリー200 1995年MCモデル冷凍・冷蔵庫装備車 |
| クイックデリバリー200 1995年MCモデル 冷凍・冷蔵庫装備車 |  |                                                        |

BU60VH
BU68VH・RZU68VH
- 1985年（昭和60年）12月 新たに積載量2tが追加。ダイナクイックデリバリー / トヨエースクイックデリバリーとして登場。ヤマトでは"N号車"と呼称。
- 1991年（平成3年） マイナーチェンジ。サイドパネルの凸凹が省略され、スマートな外観になった。
- 1995年（平成7年）5月 マイナーチェンジ。2t積系の名称はクイックデリバリー200（略称はQD200）となる。
エンジンを3.0リッターの2代目「B型」から3.4リッターの「3B型」へ変更し、平成6年排出ガス規制に適合。フロントマスクと内装が変更された。また、LPGエンジン2.7Lの「3RZ-FP」が搭載されたモデルも登場した。
- 2代目の2t系は1999年（平成11年）にフルモデルチェンジされたが、1.25t系は2000年（平成12年）まで継続生産された。

## 3代目（1999年-2016年）
| クイックデリバリー200冷凍・冷蔵庫装備車  |  | クイックデリバリー200冷凍・冷蔵庫装備車 |
| クイックデリバリー200 冷凍・冷蔵庫装備車 |  |                                         |

BU28#K・#ZU28#K・XKU28#K
- 1999年（平成11年）8月18日 2t積系のみモデルチェンジ。カウルトップの位置が低くなり、フロントウインドシールドや車体上半が丸みを帯びたスタイルとなる。ホイールボルトがPCD139.7mmの6本から、203.2mmの5本に変更となる（ホイールハブ穴径146mm）。
搭載エンジンは3.66Lの「4B型」ディーゼルエンジン。シフトレバーは先代同様コラムシフトとなるが、フロアシフト感覚で操作できるレバー形状に変更された。なおATは存在しない。
- 積載量2t系は、2000年（平成12年）以降はヤマト運輸の専用モデル(W号車)となり、一般向けの販売は取り止めとなった。
- 2000年（平成12年） 先代に続きLPG車設定。エンジンは2.7Lの「3RZ型」がベースの「3RZ-FP型」で、ヤマト運輸では2000台を超える台数が導入された。
- 2006年（平成18年）10月25日 マイナーチェンジ。2t系の一般向けの販売が再開され、ハイブリッドシステムを採用した日野製ICターボディーゼルエンジン「N04C型」（直噴コモンレール式）が搭載された。トランスミッションはコラムシフトの5速MTのみである。なお、ハイブリッド車の最大積載量は2.00tから1.95tに変更された。
- 2007年（平成19年）9月4日 マイナーチェンジ。ファイナルギアの変更等により燃費を6 %向上させ、「平成27年度重量車燃費基準」を達成した。「低排出ガス車」の認定を国土交通省より取得しておりグリーン税制による減税措置対象車。
- 2008年（平成20年）9月1日 希望小売価格を改定。マイナーチェンジ当初から税込15.75万円値上げされた。
- 2009年（平成21年）9月1日 ヤマト運輸ではW号車の車番が一杯になったため、次から新車で登録する車番はR号車の空き番号を利用したものになった。また最大積載量も1.70 tに変更となった。R号車の特徴として左右のフェンダー部分にオレンジ色のウインカーレンズが増設されている。
- 2011年（平成23年）一般向け生産・販売終了。以降は全てヤマト運輸向けの車両のみ生産された。
- 2016年（平成28年）ヤマト運輸向け車両の生産を終了。

## 販売店
- トヨタ店（但し大阪地区は2006年8月8日より大阪トヨペット）

## ライバル車種
- 日産・アトラスウオークスルーバン（及びその後継のアトラスロコ）
- いすゞ・ビギン